# Pascal Furer
Pascal Furer (* 12. Juni 1971 in Aarau) ist ein Schweizer Politiker (SVP).

## Politik
Seit 2001 ist Furer Mitglied des Grossen Rates, den er im Jahre 2021 präsidierte. Vorher war er lange Zeit Mitglied der Kommission für Aufgabenplanung und Finanzen sowie der Finanzkontrolldelegation, welcher er vier bzw. acht Jahre präsidierte. Furer ist seit 2004 Parteisekretär der SVP des Kantons Aargau. Er ist Mitglied des Parteivorstands und der Delegiertenversammlung der SVP Schweiz.

## Ausbildung und Beruf
Furer besuchte die Primarschule in Staufen und die Bezirksschule in Lenzburg, absolvierte die Ausbildung zum kaufmännischen Angestellten (KV Lenzburg) und eine Weiterbildung zum Buchhalter mit eidg. Fachausweis. Er besuchte einen Ausbildungslehrgang MAS CFO an der Fachhochschule Nordwestschweiz.
Die Lehre mit anschliessender Berufsausübung absolvierte Furer bei einer landwirtschaftlichen Genossenschaft. Danach übernahm er die Geschäftsführung einer industriellen Mosterei. 1989 übernahm er die Kundenmosterei der Vorfahren mütterlicherseits, 2004 ergänzte er sie mit der Produktion von Spezialitätenessig (z. B. Aceto Meleco, einem süssen Apfelessig).

## Weiteres
Furer war Offizier der Schweizer Armee im Grad eines Majors. Er ist verheiratet und Vater von zwei Kindern und wohnt seit seiner Geburt in Staufen.